# 慰安所
慰安所是第二次世界大战期间，日本在东亚战场设置的为日军提供性服务的场所。1931年11月，大日本帝国海军将日侨在上海虹口经营的4家风俗场所指定为日本海军特别慰安所，这是世界首批慰安所，“慰安所”一词首次出现。
第二次世界大战末期美国和同盟国军进入亚太战场后，日本和韩国为防止美军骚扰当地妇女，也曾设立针对美军的慰安所。。

## 历史
1931年11月，大日本帝国海军将日侨在上海虹口经营的4家风俗场所指定为日本海军特别“慰安所”，“慰安所”一词正式出现。其中“大一沙龙”（上海东宝兴路125弄）为是世界第一个日军慰安所，亦是存在时间最长的慰安所。其它三所是“小松亭”（虬江路大富里5号）、“永乐馆”（狄思威路）、“三好馆”（吴淞路松柏里） 1932年1月中國的上海事變以後，日本开始在上海组建“慰安妇团”并开始增加上海慰安所的数量。1937年12月，日軍進佔南京之後隨之而起的性侵案件不斷，造成中國人更強烈的抗日意識，國際輿論也對日本激烈譴責。为此，日本开始在中国有组织地广泛推广上海的模式，标志着慰安妇制度的正式形成。

## 運營
慰安所大致分為「軍直營」、「軍專用」、「軍利用」。「軍直營」是由軍方設置、運營、利用。「軍專用」是軍方設置、由民間業者負責經營、利用者限定為軍人。「軍利用」是民間的賣春設施、提供給軍方軍人使用。「軍專用」的慰安所佔大多數。
一般认为日本慰安妇是出于被迫的。有各式各樣的支付形式、如利用者直接向慰安婦提供金錢與軍票。亦有由經營者以保管、貯金的名義从慰安妇手中收回金錢與軍票。亦有人以化粧品與鏡子之类的小东西送與慰安婦當作金錢。

## 日本政府的調查
1993年8月4日，日本内閣官房内閣外政審議室發表調查報告。

### 設置的原因
慰安所的開設是由於當時軍部的請求。設置理由為：防止日本軍人於占領地域對居民實行強姦等不法行為而引起反日情緒、防止性病造成战斗力下降、防諜的必要性。

### 設置的時期
一二八事變至日本投降。

### 存在地域
日本、朝鮮半島、中國大陸、香港、臺灣、菲律賓、印尼、馬來西亞、新加坡、泰國、緬甸、新幾內亞、法屬印度支那。

### 經營及管理
慰安所多由民間經營，部份地域由舊日本軍直接經營。民間經營的場合，舊日本軍對慰安所的開設許可、提供施設、制定規定、經營管理慰安所等直接有關的項目皆有參與。